# اوشی-لز-اورشی
اوشی-لز-اورشی (به فرانسوی: Auchy-lez-Orchies) یک کمون در فرانسه است که در نر (دپارتمان فرانسه) واقع شده‌است. اوشی-لز-اورشی ۷٫۷۹ کیلومتر مربع مساحت دارد ۵۰ متر بالاتر از سطح دریا واقع شده‌است.